# Guido Carrillo
Guido Marcelo Carrillo (nascut el 25 de maig de 1991) és un futbolista professional argentí que juga com a davanter centre per l'Estudiantes.

## Carrera de club

### Estudiantes
Carrillo va jugar amb l'Estudiantes de La Plata durant el principi de la seva carrera professional. Era un dels favorits de l'afició de l'Estadi Ciudad de La Plata, després d'haver-se format al planter de l'equip, i debutar amb el primer equip el 2011. El febrer de 2015, l'Estudiantes va vèncer el Barcelona de Guayaquil per 2–0 en el partit inaugural de la Copa Libertadores, jugada a l'estadi “Único” de La Plata. Guido Carrillo va marcar tres gols pels “Pincha”, donant així a l'Estudiantes els primers tres punts del torneig.

### Mònaco
El 3 de juliol de 2015, l'AS Monaco va anunciar el fitxatge de Carrillo amb un contracte per cinc anys. El seu anterior club, l'Estudiantes, havia anunciat prèviament que el traspàs es feia per 10 milions de dòlars. Va marcar el primer gol pel club en una victòria per 3–1 a fora contra el BSC Young Boys a la fase de classificació de la Lliga de Campions de la UEFA 2015–16.

### Southampton
El 25 de gener de 2018, Carrillo va fitxar pel Southampton FC de la Premier League per uns 19 milions de lliures, i un contracte de tres anys i mig. Hi va debutar el 27 de gener entrant com a suplent al minut 80, en una victòria per 1–0 contra el Watford FC a la FA Cup.
El 8 de juliol de 2018, Carillo es va retrobar amb el seu antic entrenador Mauricio Pellegrino, quan va ser cedit al CD Leganés per un any. L'1 de setembre de 019, fou cedit novament al mateix club fins al final de temporada 2019–20. No va tenir massa impacte durant la campanya amb el Leganés i el club va acabar descendint de La Liga.

### Elx
El 5 d'octubre de 2020, Carrillo va fitxar, sense pagar traspàs, per l'Elx CF després d'arribar a un acord amb el Southampton per rescindir el seu contracte, ja que havia jugat tot just deu partits amb el club.

### Henan Songshan Longmen F.C
El 30 d'agost de 2022, Carrillo va marxar al Henan Songshan Longmen de la superlliga xinesa.

## Palmarès

### Club
Monaco
- Ligue 1: 2016–17[13]